# Pyrota quadrinervata
Pyrota quadrinervata là một loài bọ cánh cứng trong họ Meloidae. Loài này được Herrera & Mendoza miêu tả khoa học năm 1866.